# Krievu Sala
Krievu Sala – towarowa stacja kolejowa i terminal towarowy w miejscowości Ryga, na Łotwie. Położona jest na odgałęzieniu linii Zasulauks – Bolderāja, obsługującej zachodnią cześć Wolnego Portu Ryga.

## Historia
Stacja została zaprojektowana zgodnie z Planem Rozwoju Miasta Rygi, który zakładał przeniesienie ryskiego portu z centrum miasta bliżej morza i budowę nowych terminali portowych na lewym brzegu Dźwiny. Budowano ją dwuetapowo. 31 grudnia 2015 oddano do użytku podstawową infrastrukturę terminalu oraz cztery nabrzeża o głębokości 15,5 m.
Drugi etap prac zakończono w grudniu 2018. Zbudowano wówczas m.in. infrastrukturę kolejową, platformy ładunkowe i ogrodzenie przeciwwiatrowe, chroniące przed wywiewaniem pyłu węglowego z hałd.